# Alliancescenerne
Alliancescenerne er en tidligere anvendt fællesbetegnelse for Folketeatret og Det Ny Teater.
Begrebet opstod, fordi Thorvald Larsen, der oprindeligt var direktør for Folketeatret, i en periode også var direktør for Det Ny Teater.
| Kunst og kultur | Spire Denne artikel om scenekunst og teater er en spire som bør udbygges. Du er velkommen til at hjælpe Wikipedia ved at udvide den. |